# ペドロ・ベタンクール
ペドロ・ベタンクール（Pedro Bettencourt、1994年11月18日 - ）は、ポルトガルのラグビーユニオン選手。

## プロフィール
- ポルトガルのポルト出身[1]。
- ポジションはウィング(WTB)、センター(CTB)、フルバック(FB)。
- 身長 188cm、体重 94kg
- 7人制ポルトガル代表に選ばれたことがある[2]。
- ポルトガル代表キャップは36（2025年2月現在）でラグビーワールドカップ2023のポルトガル代表に選ばれた[3]。

## 略歴
ルシタノスXV、ASMクレルモン・オーヴェルニュ、USカルカソンヌ、ニューカッスル・ファルコンズを経て、2021年、オヨナ・ラグビーに加入。